# Paul von Collas

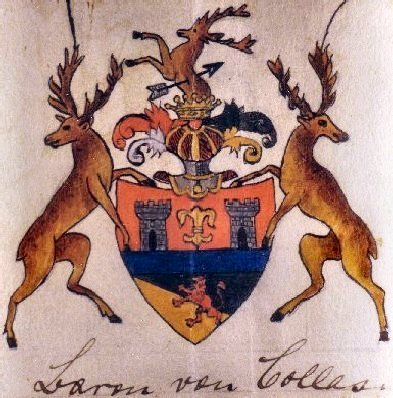
Gia huy của
Gia đình von Collas

Paul Albert Hector August Baron von Collas (31 tháng 1 năm 1841 tại Bromberg – 27 tháng 10 năm 1910 tại Kassel-Wehlheiden) là một sĩ quan quân đội Phổ, đã được phong đến cấp Thượng tướng Bộ binh, và là Thống đốc quân sự của Mainz. Ông đã từng tham chiến trong cuộc Chiến tranh Áo-Phổ (1866) và cuộc Chiến tranh Pháp-Đức (1870 – 1871).

## Gia đình
Paul sinh vào tháng 1 năm 1851, là con trai của August von Collas, một kiểm định viên đủ tư cách hành nghề, Thanh tra đạc điền và kế toán viên hoàng gia (Rechnungsrats) Phổ, với người vợ của ông này là Adelinde, nhũ danh Bugisch.
Vào ngày 2 tháng 11 năm 1875, tại điền trang Möglin ở Wriezen, ông kết hôn lần thứ nhất với Ottilie, nhũ danh von Schmieden (22 tháng 7 năm 1856 tại Berlin – 9 tháng 10 năm 1883 tại Wiesbaden), con gái của Đại úy quân ội Phổ và sau này là Trung úy Cảnh sát (Polizeileutnants) Adolph von Schmieden với bà Auguste Kuschke, điền chủ điền trang Möglin kể từ năm 1872.
Sau khi người vợ thứ nhất của ông qua đời, vào ngày 30 tháng 5 năm 1888, tại Dresden, ông tái giá với Charlotte, nhũ danh von Lemmers-Danforth (28 tháng 5 năm 1863 tại Berlin – 24 tháng 11 năm 1952 tại Kassel), con gái của Đại tá Alphons von Lemmers-Danforth và bà Elise Schulze.

## Tiểu sử
Collas rất có khiếu hội họa – chắc hẳn đây là một tài năng mà ông kế thừa từ tổ phụ của mình là kiến trúc sư John von Collas hồi thế kỷ 17, 18. Vào năm 1852 (khi mà ông chỉ mới 11 tuổi), ông đã vẽ những bức tranh tuyệt đẹp bằng bút chì tại Pelplin, và bây giờ gia đình ông vẫn còn sở hữu những bức tranh này.
Thuở nhỏ, Paul von Collas thoạt tiên học Trung học Chính quy (Gymnasium) ở quận Dirschau tại Pelplin thuộc tỉnh Tây Phổ kể từ năm 1850 cho đến năm 1853, sau đó ông chuyển đến học ở Arnsberg. Học xong, vào ngày 21 tháng 6 năm 1860, ông nhập ngũ quân đội Phổ với vai trò là học viên sĩ quan (Fahnenjunker) trong Trung đoàn Bắn súng hỏa mai Westfalen, và tại đây ông được phong cấp bậc Chuẩn úy vào ngày 13 tháng 12 năm đó. Đến ngày 23 tháng 7 năm 1861, ông được thăng quân hàm Thiếu úy. 5 năm sau đó (1866), với cấp bậc Thiếu úy, Collas đã tham gia chiến dịch tấn công Áo của Phổ trong cuộc Chiến tranh Bảy tuần và đảm nhiệm chức sĩ quan phụ tá của viên Tiểu đoàn trưởng từ ngày 22 tháng 7 cho đến ngày 14 tháng 11 năm đó. Trong chiến dịch này, ông đã viết những nhât ký và thư từ chi tiết gửi cho cha mẹ mình.
Sau khi chiến dịch kết thúc thắng lợi và tiểu đoàn của ông được chuyển đến đóng đồn ở Posen, Collas được cử vào học tại Học viện Quân sự ở kinh đô Berlin vào ngày 15 tháng 11 năm 1866. Ông học tại đây cho đến ngày 3 tháng 8 năm 1869 và trong giai đoạn cuối của khóa học của mình, ông được lên cấp hàm Trung úy vào ngày 18 tháng 6 năm 1869. Khi cuộc Chiến tranh Pháp-Đức (1870 – 1871) bùng nổ, viên Trung úy Collas được chỉ định làm sĩ quan Bộ Tham mưu trong Bộ Tổng chỉ huy của Tập đoàn quân số 1 vào ngày 18 tháng 7 năm 1870, và đảm đương chức vụ này cho đến ngày 9 tháng 1 năm 1871. Tiếp theo đó, ông được đổi vào Bộ Tham mưu của Tập đoàn quân số 2 và Tập đoàn quân phía Nam dưới sự thống lĩnh của tướng Edwin Freiherr von Manteuffel cho đến ngày 27 tháng 6 năm 1871. Sau đó, Collas phục vụ trong Bộ Tham mưu của Lực lượng chiếm đóng (Okkupationsarmee) của Đức tại Pháp, cũng nằm dưới quyền chỉ huy của Manteuffel kể từ ngày 27 tháng 6 năm 1871 cho đến ngày 19 tháng 9 năm 1873, và trong khoảng thời gian đó, ông được lên cấp Đại úy vào ngày 3 tháng 10 năm 1871. Cuối cùng, ông được phó thác làm sĩ quan phụ tá trong tình trạng xuất ngũ (zur Disposition) của Manteuffel, người đã được phong hàm Thống chế vào năm 1873, kể ừ ngày 19 tháng 9 năm 1873 cho đến ngày 13 tháng 4 năm 1876. Collas đã viết hồi ký cho Manteuffel và hồi ký được xuất bản vào năm 1874.
Trong thời gian Chiến tranh Pháp-Đức và cuộc chiếm đóng Paris về sau đó, Collas cũng miêu tả tường tận những trải nghiệm của ông trong chến tranh qua những lá thư thời chiến gửi cho cha mẹ ông (xem phần tài liệu tham khảo).
Theo Chỉ dụ Tối cao của Triều đình Phổ (A.C.O.), ông được phong tước hiệu Nam tước vào ngày 15 tháng 5 năm 1882 sau một thời gian dài yêu cầu.
Từ năm 1898 cho đến năm 1903, ông giữ chức Thống đốc Mainz. Dưới sự chỉ đạo của ông, công trình quân sự Neue Proviantamt đã được xây dựng từ năm 1899 cho đến năm 1906. Vào ngày 17 tháng 2 năm 1903, Collas được xuất nfu3 (z.D., rời khỏi quân ngũ với một khoản lương hưu nhưng sẽ được triệu hồi một khi có chiến tranh).
Rạng sáng ngày 27 tháng 10 năm 1910, Collas hứng chịu một cơn đột quỵ rồi gục chết trên bàn của mình vào lúc 03:45 tại nhà nghỉ của ông trên Đường Eulenburg 4 (Eulenburgstraße 4) tại Kassel-Wehlheiden, mặc dù mặc dù sức khỏe vẫn đang "mạnh mẽ và sung mãn". Trước đó không lâu, ông hãy còn tổ chức được lễ kỷ niệm 50 năm ngày gia nhập quân ngũ của ông vào ngày 21 tháng 6 năm 1910. Sau khi ông từ trần, Đức hoàng Wilhelm II lập tức truyền lệnh cho giới sĩ quan của Trung đoàn Phóng lựu Hộ vệ số 8 "Vua Friedrich Wilhelm III" (số 1 Brandenburg) „để tang ba ngày. Thêm vào đó, Tư lệnh của trung đoàn nêu trên phải tham dự tang lễ."(Chỉ dụ Tối cao của Triều đình vào ngày 28 tháng 10 năm 1910).

## Niên biểu sự nghiệp quân sự của Collas
| 21 tháng 6 năm 1860                      | Học viên sĩ quan trong Trung đoàn Bắn súng hỏa mai số 37 "von Steinmetz" (Tây Phổ)                                            |
| 13 tháng 12 năm 1860                     | Chuẩn úy |
| 23 tháng 7 năm 1861                      | Thiếu úy |
| 22 tháng 7-14 tháng 11 năm 1866          | Sĩ quan phụ tá Tiểu đoàn |
| 15 tháng 11 năm 1866–3 tháng 8 năm 1869  | được cắt cử vào Học viện Quân sự ở Berlin                                                                                     |
| 18 tháng 6 năm 1869                      | Trung úy |
| 10 tháng 6 năm 1870                      | được triệu vào Bộ Tham mưu của Tập đoàn quân số 1                                                                             |
| 18 tháng 7 năm 1870–9 tháng 1 năm 1871   | Bộ Tham mưu của Tập đoàn quân số 1                                                                                            |
| 9 tháng 1 năm 1871–27 tháng 6 năm 1871   | Bộ Tham mưu của Tập đoàn quân số 2 và phía Nam                                                                                |
| 27 tháng 6 năm 1871–19 tháng 9 năm 1873  | Bộ Tham mưu của Lực lượng chiếm đóng ở Paris                                                                                  |
| 3 tháng 10 năm 1871                      | Đại úy |
| 19 tháng 9 năm 1873–13 tháng 4 năm 1876  | phục vụ Thống chế Edwin Freiherr von Manteuffel trong tình trạng xuất ngũ                                                     |
| 13 tháng 4 năm 1876                      | Đại đội trưởng của Trung đoàn Bộ binh Hộ vệ số 117 "Đại Công quốc" (số 3 Đại Công quốc Hesen)                                 |
| 22 tháng 6 năm 1878                      | Bộ Tổng tham mưu |
| 20 tháng 7 năm 1878-17 tháng 10 năm 1878 | được cắt cử vào Bộ Tham mưu của Sư đoàn số 22                                                                                 |
| 12 tháng 10 năm 1878                     | Thiếu tá |
| 3 tháng 2 năm 1880                       | Bộ Tham mưu Sư đoàn số 30 |
| 12 tháng 3 năm 1881                      | Tiểu đoàn trưởng Tiểu đoàn I của Trung đoàn Bắn súng hỏa mai số 80 "von Gersdorff" (Tuyển hầu quốc Hessen)                    |
| 22 tháng 3 năm 1886                      | Thượng tá |
| 15 tháng 4 năm 1886                      | Bộ Tham mưu Trung đoàn Bộ binh số 19 "von Courbiére" (số 2 Posen)                                                             |
| 4 tháng 8 năm 1888                       | Chỉ huy tạm quyền Trung đoàn Phóng lựu Hộ vệ số 8 Vua Friedrich Wilhelm III (số 1 Brandenburg)                                |
| 13 tháng 11 năm năm 1888                 | Đại tá và Trung đoàn trưởng Trung đoàn Phóng lựu Hộ vệ số 8 Vua Friedrich Wilhelm III (số 1 Brandenburg)                      |
| 22 tháng 3 năm 1891                      | Chỉ huy tạm quyền Lữ đoàn Bộ binh số 53 (số 3 Vương quốc Württemberg)                                                         |
| 16 tháng 6 năm 1891                      | Thiếu tướng và Lữ đoàn trưởng Lữ đoàn Bộ binh số 53 (số 3 Vương quốc Württemberg) ở Ulm                                       |
| 22 tháng 3 năm 1895                      | Chỉ huy tạm quyền Sư đoàn số 22                                                                                               |
| 18 tháng 4 năm 1895                      | Trung tướng và Sư đoàn trưởng Sư đoàn số 22                                                                                   |
| 10 tháng 9 năm 1898                      | Thống đốc quân sự Mainz |
| 27 tháng 1 năm 1900                      | Được thăng hàm Thượng tướng Bộ binh                                                                                           |
| 17 tháng 2 năm 1903                      | Xuất ngũ đồng thời giữ danh hiệu à la suite của Trung đoàn Phóng lựu Hộ vệ số 8 Vua Friedrich Wilhelm III (số 1 Brandenburg). |

## Tặng thưởng
- Thập tự Kỷ niệm dành cho Chiến sĩ năm 1866
- Huân chương Thập tự Sắt hạng II năm 1870
- Huy chương Chiến tích trên Chiến trường của Schaumburg-Lippe năm 1871
- Huy chương Chiến tranh Chiến dịch 1870-71 năm 1871
- Huân chương Thập tự Sắt hạng I năm 1873
- Huân chương Đại bàng Đỏ hạng IV năm 1873
- Huân chương Thánh Vladimir hạng IV của Nga năm 1873
- Huân chương Chiến công của Waldeck năm 1878
- Giải thưởng Phục vụ (Dienstauszeichnungskreuz) của Phổ năm 1883
- Huân chương Vương miện Phổ hạng III năm 1888
- Hiệp sĩ Công lý (Rechtsritter) Huân chương Thánh Johann năm 1890
- Huân chương Đại bàng Đỏ hạng III kèm theo Chiếc vòng năm 1890
- Tư lệnh Huân chương Greifen năm 1890
- Tư lệnh hạng II Huân chương Thanh gươm năm 1891
- Huân chương Đại bàng Đỏ hạng II đính kèm Bó sồi năm 1893
- Tư lệnh Huân chương Vương miện Württemberg năm 1893
- Ngôi sao đính kèm Huân chương Đại bàng Đỏ hạng II với Bó sồi năm 1897
- Kỷ niệm chương năm 1897
- Huân chương Thập tự Quân công hạng II của Waldeck năm 1897
- Đại Thập tự Huân chương Vương miện của Ý năm 1897
- Huân chương Vương miện hạng I của Phổ năm 1898
- Huân chương Đại bàng Đỏ hạng I đính kèm Bó sồi năm 1899
- Đại Thập tự của Huân chương Philipp Cao thượng kèm theo Vương miện năm 1901

## Tác phẩm
- Tiểu sử. Tiểu sử Thống chế Edwin Freiherr von Manteuffel, Berlin 1874.